# Mönekraven
Mönekraven eller Mönehalsringen er en halsring i guld der stammer fra folkevandringstiden i jernalderen. Den blev fundet i 1864 i Möne sogn i Ulricehamns kommun i Västergötland. Fundet blev sandsynligvis gjort i forbindelse med at husmanden Johannes Andersson ryddede en bunke sten, mens andre hævder, at han fandt den, da han dyrkede jorden. Anderssons findeløn var 2.123 rigsdaler og 47 øre i sølvmønter, hvilket svarer til omkring 200.000 kr. i vore dage. Rigsantikvar Bror Emil Hildebrand kom personligt fra Stockholm for at hente fundet.
Mönekraven er den største halsring i guld, der er fundet i Sverige. Den har også de fleste figurer i udsmykningen. I alt er der 458 på halsringen. Der findes yderligere to lignende halsringe i guld, der fundet i henholdsvis Ålleberg i Västergötland og Färjestaden på Öland.
Guldet fra mönekraven stammer sandsynligvis fra Romerriget, da store mængder romersk guld var i omløb før det Vestromerske riges fald i 476.
Mönekraven er udstillet på Historiska museet i Stockholm.